# لا ديبيش دو كابيلي (جريدة جزائرية)
لا ديبيش دو كابيلي (بالفرنسية: La Dépêche de Kabylie)‏ وتعني رسالة (أو بريد) القبائل هي يومية جزائرية تصدر باللغة الفرنسية. تعني بالدرجة الأولى شؤون منطقة القبائل.

## تأسيس
أسسها عمارة بن يونس، وهو عضو سابق في حزب التجمع من أجل الثقافة والديمقراطية (الأرسيدي، معارضة) و وزير سابق في الحكومة الجزائرية.
نشر العدد الأول من لا ديبيش دو كابيلي في 13 جوان 2002 أي عشية الذكرى السنوية الأولى لمسيرة حركة العروش في 14 جوان 2001 بالجزائرالعاصمة كجزء من أحداث الربيع الأسود في منطقة القبائل.

## تنسيق ومحتوى
تستخدم الجريدة تنسيق التابلويد (حوالي 41 سم طولاً و 29 سم عرضاً).
تخصص صحيفة لا ديبيش دو كابيلي أغلبية مضمونها لمعالجة الأخبار المحلية في منطقة القبائل. إنها تتعامل أيضا مع الشؤون الوطنية، عادة في الصفحات الأولى.
بالنسبة للرياضة والثقافة، تتركز الجريدة على نوادي منطقة القبائل والتظاهرات الثقافية القائمة فيها. مكانة الأخبار الدولية محدودة جدّا.
وينقسم الجزء الغني الخاص بالأنباء الجهوية إلى ثلاثة أقسام : قسم خاص بمدن وقرى ولاية بجاية وآخر بولاية البويرة و آخر بولاية تيزي وزو.
تتميز لا ديبيش دو كابيلي كونها اليومية الجزائرية الوحيدة التي تنشر مقالات باللغة الأمازيغية وذلك في طبعة يوم الإثنين (باستخدام الحروف اللاتينية).
شعار الصحيفة هو : "جريدة الرجال الأحرار"

## إحصائيات السحب
آخر الأرقام الرسمية تعود إلى عام 2006. بعد أربع سنوات فقط من تأسيس لا ديبيش دو كابيلي، بلغ رقم السحب 10.000 نسخة يوميا وفقا لوزارة الإعلام الجزائرية.

## وصلات خارجية
- الموقع الرسمي لا ديبيش دو كابيلي

## هامش
1. 1 2  مذكور في: بوابة الرقم الدولي الموحد للدوريات. الرَّقم التَّسلسليُّ المِعياريُّ الدَّوليُّ (ISSN): 1112-3842. الناشر: ISSN International Centre. لغة العمل أو لغة الاسم: الإنجليزية.
2. ↑  (بالفرنسية)Chiffres officiels des tirages de la presse algérienne 2006 نسخة محفوظة 13 نوفمبر 2014 على موقع واي باك مشين.